# Anthaxia lusitanica
Anthaxia lusitanica es una especie de escarabajo del género Anthaxia, familia Buprestidae. Fue descrita científicamente por Obenberger en 1943.